# Martin Dinges

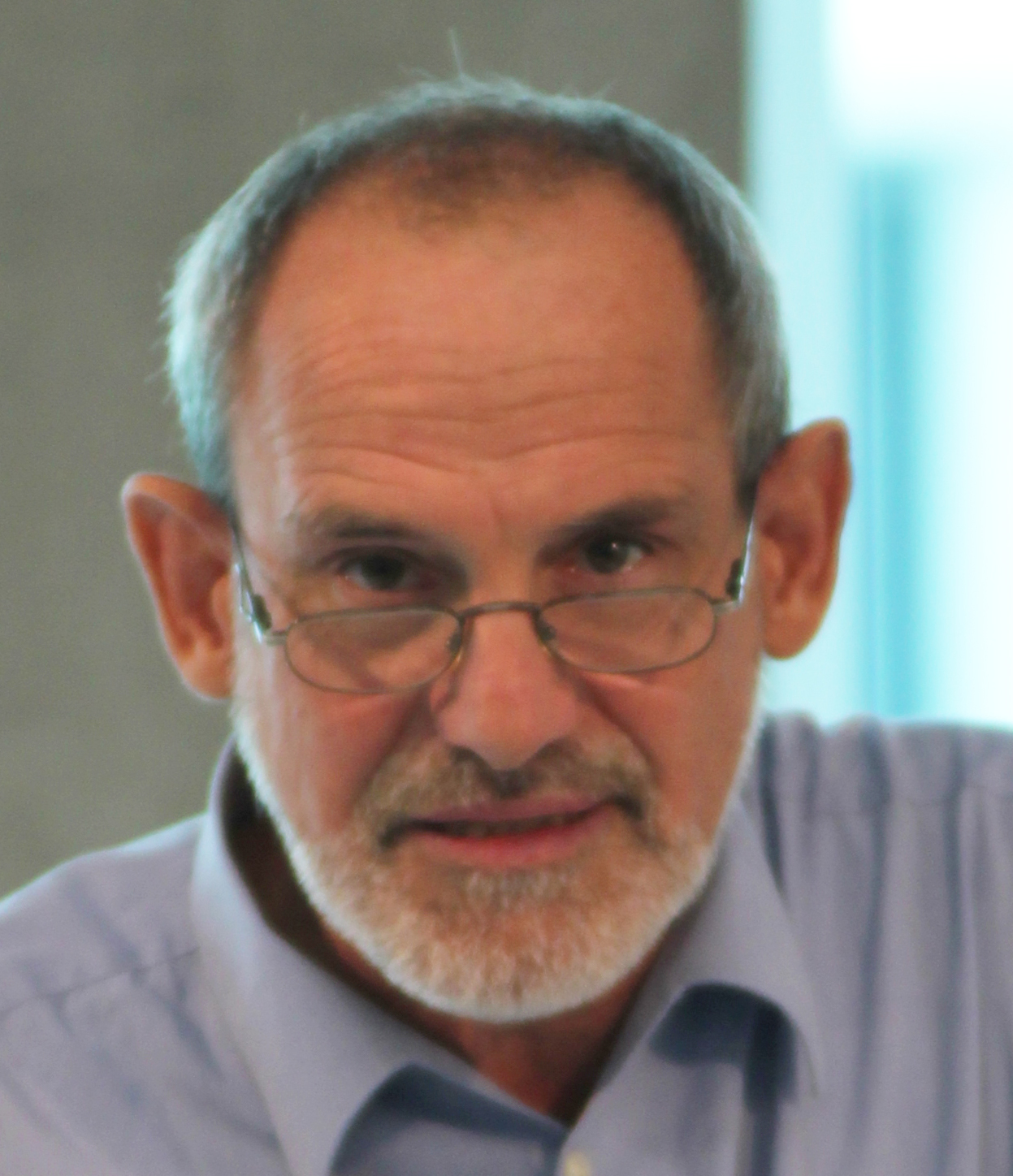
Martin Dinges, 2014

Martin Dinges (* 30. August 1953 in Wuppertal) ist ein deutscher Archivar und Historiker.

## Leben
Dinges studierte Rechts-, Geschichts- und Politikwissenschaften an den Universitäten Köln, Mainz, Bonn, Berlin und Bordeaux und schloss mit dem Ersten Staatsexamen für das Lehramt an Gymnasien 1982 ab. 1986 folgte die Promotion zum Dr. phil. an der FU Berlin. Danach arbeitete er als Archivassessor (1991) und habilitierte sich 1992 in Neuerer Geschichte an der Universität Mannheim. Er war von 1991 bis 2019 Archivar des Instituts für Geschichte der Medizin der Robert Bosch Stiftung in Stuttgart, von 1997 bis 2019 dessen stellvertretender Leiter und von 2000 bis 2019 außerplanmäßiger Professor an der Universität Mannheim.

## Schriften (Auswahl)
- mit Hans-Jürgen Brandt: Kaderpolitik und Kaderarbeit in den „bürgerlichen“ Parteien und Massenorganisationen in der DDR. Berlin 1984, ISBN 3-87061-278-9.
- Stadtarmut in Bordeaux 1525–1675. Alltag, Politik, Mentalitäten. Bonn 1988, ISBN 3-7928-0566-9.
- Der Maurermeister und der Finanzrichter. Ehre, Geld und soziale Kontrolle im Paris des 18. Jahrhunderts. Göttingen 1994, ISBN 3-525-35642-0.
- als Hrsg. mit Thomas Schlich: Neue Wege in der Seuchengeschichte (= Jahrbuch des Instituts für Geschichte der Medizin der Robert-Bosch-Stiftung. Beiheft 6). Stuttgart 1995.
- mit Andreas Weigl (Hrsg.): Gesundheit und Geschlecht. StudienVerlag, Innsbruck/Wien/Bozen 2011 (= Österreichische Zeitschrift für Geschichtswissenschaften, Jg. 22, Band 2), ISBN 978-3-7065-5026-0.
- Bettine von Arnim und die Gesundheit. Medizin, Krankheit und Familie im 19. Jahrhundert. Stuttgart 2018, ISBN 3-515-11945-0.
- Stadtarmut in Bordeaux 1525–1675. Alltag, Politik, Mentalitäten (= Pariser Historische Studien, Band 26), Bouvier Verlag, Edition Röhrscheid, Bonn 1988 (Volltext , unter perspectivia.net).